# لیام ریجول
لیام ریجول (انگلیسی: Liam Ridgewell؛ زادهٔ ۲۱ ژوئیهٔ ۱۹۸۴) یک بازیکن فوتبال اهل انگلستان است.
از باشگاه‌هایی که در آن بازی کرده‌است می‌توان به باشگاه فوتبال ای. اف. سی بورنموث، بیرمنگام سیتی، استون ویلا، وست برومویچ آلبیون، وستهام یونایتد، پورتلند تیمبرز، ویگان اتلتیک، تیم ملی فوتبال زیر ۲۱ سال انگلستان، و باشگاه فوتبال برایتون و هاو آلبیون اشاره کرد.